# L-ラムノノ-1,4-ラクトナーゼ
L-ラムノノ-1,4-ラクトナーゼ(L-rhamnono-1,4-lactonase、EC 3.1.1.65)は、以下の化学反応を触媒する酵素である。
L-ラムノノ-1,4-ラクトン + 水{\displaystyle \rightleftharpoons }L-ラムノン酸
従って、基質はL-ラムノノ-1,4-ラクトンと水の2つ、生成物はL-ラムノン酸のみである。
この酵素は加水分解酵素に分類され、特にエステル結合に作用する。系統名は、L-ラムノノ-1,4-ラクトン ラクトノヒドロラーゼ(L-rhamnono-1,4-lactone lactonohydrolase)である。L-ラムノン酸デヒドラターゼ(L-rhamnonate dehydratase)等とも呼ばれる。フルクトースとマンノースの代謝に関与している。